# Cristina Cimino
Cristina Cimino (Roma, 20 febbraio 1964) è un'ex ginnasta italiana.

## Biografia
Nata nel 1964 a Roma, a 20 anni ha partecipato ai Giochi olimpici di Los Angeles 1984, nel concorso individuale della ginnastica ritmica, sport alla sua prima apparizione olimpica di sempre, qualificandosi alla finale con il 15º punteggio, 36.35 (9.65 con il cerchio, 9.15 con la palla, 8.75 con le clavette e 8.8 con il nastro) e chiudendola in 15ª posizione con 55.575 punti (18.175 di preliminare, 9.35 con il cerchio, 9.35 con la palla, 9.4 con le clavette e 9.3 con il nastro).